# Francesco Brevio
Francesco Brevio (metà del XV secolo – Parma, 7 agosto 1508) è stato un giurista e vescovo cattolico italiano.
Originario di Padova, compì gli studi presso la locale Università conseguendo il dottorato in diritto civile e canonico. In seguito lavorò nello Studio come insegnante di diritto canonico, anche se non è chiaro in che periodo preciso; di certo attorno al 1480 aveva ormai raggiunto una buona fama di canonista.
Nel frattempo intraprendeva la carriera ecclesiastica entrando nella Curia romana. Nel 1482 papa Sisto IV lo nominava uditore della Sacra Rota, ma subì le critiche degli altri uditori per la condotta morale e la scarsa preparazione professionale. In effetti, quando il Brevio si trovava ancora a Padova, era stato arrestato con i suoi fratelli per omicidio. Grazie alle sue conoscenze altolocate, tuttavia, era stato trasferito al giudizio delle autorità ecclesiastiche che lo avevano immediatamente scagionato e rimesso in libertà; d'altra parte, i fratelli furono condannati al bando. A questo episodio si aggiungevano le accuse di sodomia, superbia e spergiuro. In ogni caso, spinto dai suoi potenti protettori, il pontefice ordinò agli uditori della Rota di desistere dalla loro opposizione, minacciando la scomunica.
Ciò non bastò a facilitargli la scalata alle cariche ecclesiastiche: se infatti la sua posizione si andava consolidando in Curia, rimaneva screditato presso le autorità veneziane e solo verso la fine del secolo riuscì ad ottenerne l'approvazione.
Nel 1485 papa Innocenzo VIII lo nominò vescovo di Parenzo, ma il Brevio vi rinunciò con la motivazione di non voler abbandonare la carica di uditore. Si trattava di una scusa poco plausibile che rifletteva, probabilmente, una discreta opposizione della Serenissima.
Nel 1488 si candidò a vescovo di Concordia, ma gli fu preferito Leonello Chiericato. Venne quindi proposto alla diocesi di Torcello, poi a quella di Belluno; successivamente fu creato priore di Santa Croce, dunque arcidiacono di Padova e, ancora, vescovo di Cittanova; ma il veto dei Veneziani lo spinse sempre a rifiutare.
Solo nel 1499 riuscì a diventare vescovo di Ceneda, ma, anche in questo caso, non mancarono le difficoltà: nominato da papa Alessandro VI all'inizio del 1498, poco dopo il capitolo dei canonici di Ceneda, grazie a un antico privilegio, gli preferì Bernardino Marcello. La questione fu inviata alle magistrature veneziane e vide uno scontro tra il Senato, che approvava la scelta del Brevio, e gli avogadori di Comun, favorevoli al Marcello. Solo il 30 gennaio il Consiglio dei dieci confermava la decisione dei Pregadi e finalmente il Brevio poté insediarsi a Ceneda. Ne valse la pena, visto che la diocesi rendeva duemila ducati annui e che il suo vescovo poteva fregiarsi del titolo di conte, con i poteri e i privilegi che ne derivavano.
Nei mesi passati ad attendere l'approvazione dei Veneziani, il Brevio aveva accompagnato il cardinale Giovanni Borgia (con il quale ebbe un rapporto di clientelismo) a Perugia ed era stato nominato assistente al soglio pontificio.
Durante il suo breve vescovado svolse di fatto le mansioni di rappresentante della corte pontificia. Nell'agosto del 1499 fu incaricato a svolgere una missione diplomatica presso Giovanni Bentivoglio, signore di Bologna, che si offriva di attaccare Milano in cambio di un contingente di cento lance e della nomina a cardinale del figlio Antongaleazzo. Non è chiaro come si svolsero le trattativa, certo è che l'8 settembre era già di ritorno e si trovava a Ferrara. Passando per Venezia, colse l'occasione per presentare il Borgia, che era stato nominato legato pontificio, al governo veneziano.
Il 15 dicembre 1499 tornò a Roma e governò la sua diocesi per mezzo di un vicario generale, continuando comunque a godere delle rendite vescovili e degli altri benefici ottenuti durante la sua carriera. Trascorse il resto della sua vita nell'ombra, dal momento che fu praticamente ignorato da papa Giulio II, rivale dei Borgia. Solo nel 1508 fu inviato quale legato pontificio in Spagna, per istruire il processo contro un vescovo accusato di aver tentato di avvelenare Ferdinando il Cattolico. Non raggiunse però la metà perché morì durante il viaggio, mentre si trovava a Parma.
Sappiamo che il Brevio aveva redatto alcune opere scientifiche delle quali, però, resta ben poco: curò le edizioni dello Speculum iudiciale di Guglielmo Durand (1479), della Rubrica de Rescriptis di Giovanni da Imola e delle Glossae Clementinae di Niccolò Tedeschi (entrambe del 1480). Giammaria Mazzuchelli cita varie sue opere, come le Decisiones pubblicate dalla Rota e varie altre inedite (Concionum pastoralium in praecipua vita volumen, De auctoritate pontificis tractatus, Moralium quaestionum ex iure canonico in quibus de Sacramentis, de officiis ecclesiasticis ac de re beneficiaria disputavit volumen, In VI Decretalium).